# El Cogul
El Cogul (antiguamente Cogull) es un municipio español de la provincia de Lérida, comunidad autónoma de Cataluña, en la comarca de Las Garrigas, situado al oeste de ésta, en el límite con la del Segriá. Es famoso por las pinturas rupestres de la roca de los Moros, donde se pueden ver algunas mujeres bailar y escenas de caza.

## Geografía humana

### Demografía
Cuenta con una población de 161 habitantes (INE 2024).
| Gráfica de evolución demográfica de El Cogul entre 1842 y 2021 |
| |
| Población de derecho según los censos de población del INE Población de hecho según los censos de población del INEEn estos censos se denominaba Cogull: 1842, 1857, 1860, 1877, 1887, 1897, 1900, 1910, 1920, 1930, 1940, 1950, 1960, 1970 y 1981 |

| 1900 | 1930 | 1950 | 1970 | 1981 | 1986 | 2004 |
| ---- | ---- | ---- | ---- | ---- | ---- | ---- |
| 486  | 432  | 398  | 285  | 264  | 246  | 218  |

## Lugar de interés
La Roca de los Moros donde se encuentran las famosas pinturas prehistóricas, de 10.000 años de antigüedad, cuyo descubrimiento en 1908 descubrió una forma de pintar y de concebir la imagen absolutamente excepcional en la Prehistoria Occidental.

## Prehistoria. Patrimonio Mundial
La roca del los Moros, lugar donde se encuentran las famosas pinturas prehistóricas: por una parte, las muestras figurativas (hombres, mujeres y animales), de los grupos cazadores epipaleolíticos: el Arte levantino (10.000-6.500 años antes del presente) y, por otra, las manifestaciones abstractas (puntos, trazos, máculas..) de los grupos productores (6.500-3.500 años antes del presente), llamado Arte esquemático, además de textos ibéricos y latinos. Es, por tanto, un espacio excepcional de las creencias de los grupos humanos prehistóricos y el primer testimonio de la capacidad intelectual de los grupos humanos que poblaron el territorio catalán.
Por todo ello, tanto el santuario de Cogul, como todos los que se encuentran en Lérida (Bellver de Cerdanya, Os de Balaguer, Artesa de Segre, Alòs de Balaguer, Albi..) y, en definitiva, los que conforman el área del Arte levantino, fueron declarados por la UNESCO Patrimonio de la Humanidad en 1998, bajo el nombre administrativo convencional de Arte Rupestre del Arco Mediterráneo de la península ibérica; máximo galardón que se puede conceder a una obra humana. Hay que señalar, no obstante, que de los 26 santuarios prehistóricos con arte que actualmente se tienen catalogados en tierras de Lérida, el 88,45% carece de algún tipo de protección lo que supone un verdadero peligro para su conservación. Fuentes: Asociación Catalana de Arte Prehistórico.